# Biribissi

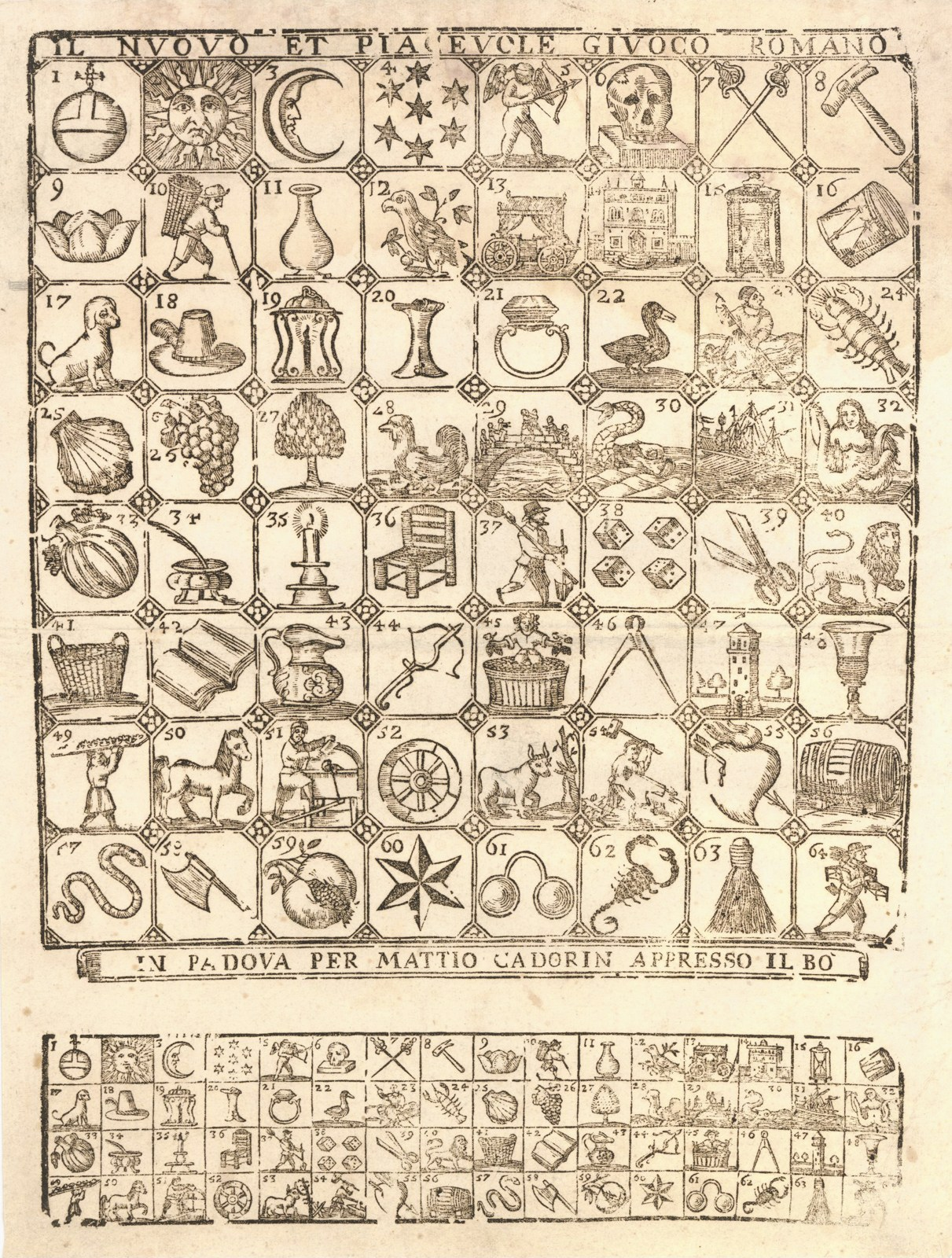
Il nuovo et piacevole giuoco romano, tavolo di gioco pubblicato a Padova da Matteo Cadorin nel XVIIe secolo

Il biribissi o biribisso è un gioco d'azzardo Italiano abbastanza simile alla roulette praticato almeno dal XVII secolo e giocato anche in Francia, come ci ricordano gli studiosi francesi Dominique Kalifa e Georges Darien, dov'è chiamato biribi o cavagnole.

## Storia

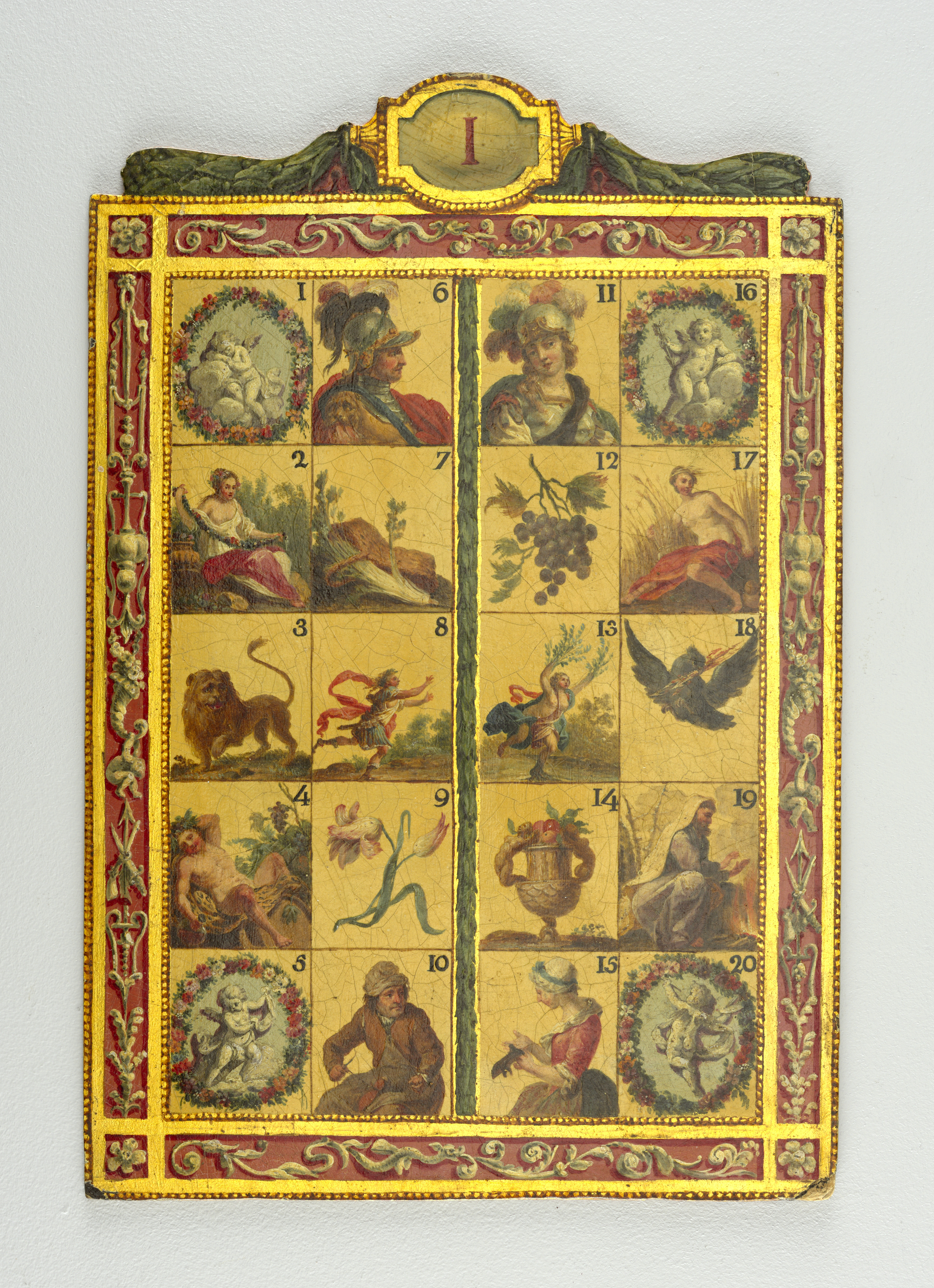
Una delle tavole di gioco, precedente al 1921, conservate al Cooper Hewitt, Smithsonian Design Museum

Una delle prime testimonianze del biribissi si trova in una poesiola scritta da Voltaire nell'Epître à Mme de *** (1719):

« Du biribi la déesse infidèle

Sur mon esprit n'aura plus de pouvoir;

J'aime encor mieux vous aimer sans espoir,

Que d'espérer jour et nuit avec elle. »
Giacomo Casanova giocò a biribissi a Genova (clandestinamente, poiché nella Repubblica era già proibito) e nella Francia meridionale negli anni Sessanta del Settecento. L'avventuriero veneziano fece saltare il banco (sostiene senza barare) e subito si insinuò che fosse d'accordo con il battitore: questo tipo di truffe erano probabilmente frequenti.
In Francia il biribi fu proibito per legge dal 1837.
Kalifa riporta che il gioco italiano avrebbe dato nome ai bagni penali militari francesi: Le terme (biribi) proviendrait d'un jeu de hasard italien, mais il n'apparaît véritablement comme le symbole du bagne militaire qu'en 1861, dans Le 13e Hussards d'Émile Gaboriau.

## Regole

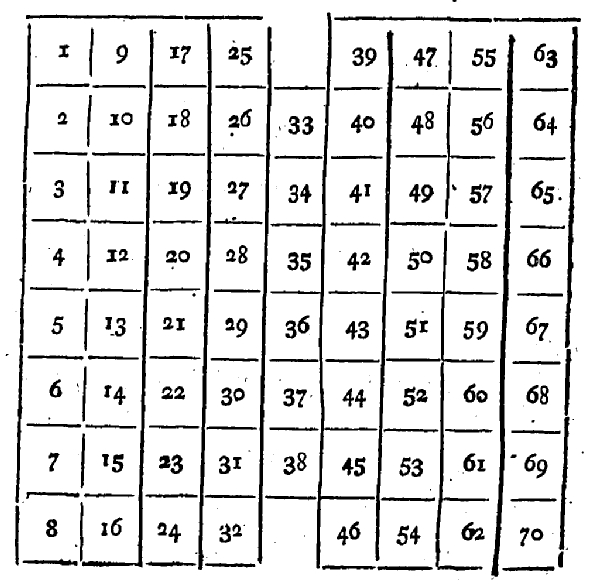
Tavoliere da biribissi (1788)

Il biribissi veniva giocato con un'attrezzatura simile a quella della tombola e con risultati analoghi alla roulette, della quale è un precursore: un tavoliere con segnati i numeri da 1 a 70, e un sacchetto con i 70 talloncini corrispondenti. Prima di ogni estrazione, i giocatori puntavano una somma su uno o più numeri. Chi aveva puntato sul numero che veniva estratto riceveva 64 volte la posta.
Il gioco è noto ancora oggi. Talvolta viene giocato usando le carte del mercante in fiera. In questa variante, si dispongono 36 delle 40 carte di uno dei mazzi in un quadrato 6x6. I giocatori puntano sulle carte così disposte, e l'estrazione avviene usando il secondo mazzo identico. Le puntate possibili, e le possibili vittorie, possono variare. Un esempio è il seguente:
- puntata su carta singola, vince 32 volte la posta
- puntata su due carte adiacenti, vince 16 volte la posta
- puntata su quattro carte, vince 8 volte la posta
- puntata su una riga, colonna o diagonale, vince 5 volte la posta